# Vărzulița, Veliko Tărnovo
Vărzulița (în bulgară Вързулица) este un sat în comuna Polski Trămbeș, regiunea Veliko Tărnovo,  Bulgaria. 

## Demografie
Componența etnică a satului Vărzulița
     Bulgari (99,31%)
     Nicio identificare (0,68%)
     Altele (0%)
La recensământul din 2011, populația satului Vărzulița era de 146 locuitori. Din punct de vedere etnic, majoritatea locuitorilor (99,31%) erau bulgari. Pentru 0,68% din locuitori nu este cunoscută apartenența etnică.